# Mystery shopping
Mystery shopping este un instrument de evaluare a serviciilor pentru clienți prin intermediul căruia se evaluează în ce măsură angajații care interacționează cu clienții finali cunosc, respectă și implementează corect regulile și procedurile impuse de firmă. Clientul misterios este o persoană sociabilă, cu spirit de observație și obiectivă care vizitează diverse magazine, joacă rolul unui client real interesat de achiziția unor produse sau servicii, evaluează angajatii și aspectul magazinului apoi completează un chestionar, oferind informații despre vizita realizată. Identitatea și scopul specific ale clientului misterios nu sunt cunoscute de către unitatea evaluată. Mystery shopping-ul mai este cunoscut la nivel international și sub denumirile: secret shopping, spotter service, shopper program, secret evaluation, undercover performance evaluations, printre altele.

## Evoluție
Mystery shopping a luat naștere la începutul anilor 1940 ca instrument de măsurare a integrității angajaților. Tehnicile utilizate de mystery shopping pentru evaluare variază de la chestionare simple la înregistrări audio și video, în funcție de cerințele proiectelor. Mystery shopping-ul poate fi folosit în orice industrie, cele mai frecvente fiind magazinele cu amănuntul, hoteluri, cinematografe, restaurante, lanțuri fast-food, bănci, benzinării, reprezentanțe auto, industria imobiliară și unități sanitare. Din 2010, mystery shopping-ul a început să fie folosit cu precădere în industria medicală pentru a evalua politicile și serviciile firmelor precum și pentru a crește satisfacția clienților. În Marea Britanie mystery shopping-ul este tot mai utilizat pentru a oferi feedback cu privire la serviciile oferite de către autoritățile locale, precum și alte organizații non-profit, cum ar fi asociațiile pentru locuințe și biserici.

## Metodologie
Atunci când o companie dorește să implementeze un program de mystery shopping, angajează o firmă intermediară, de profil, care se va ocupa în întregime de implemetarea corespunzătoare a programului în așa fel încât, la final, rezultatele să vizeze acele aspecte de care compania-client este interesata. Clienții misterioși sunt  selectați dintr-o bază de date, în funcție de condițiile de eligibilitate ale proiectelor (vârstă/ sex/ statut financiar/ studii).
În general, în timpul evaluării, clienții misterioși trebuie să țină cont de urmatoarele aspecte: 
- numărul de angajați din magazin
- numele și descrierea angajaților
- dacă salutul este prietenos și/sau în conformitate cu politica firmei
- dacă angajații sunt amabili și disponibili pentru clienți
- aranjarea/ordonarea produselor la raft
- tehnicile de vânzare ale angajaților și strategiile de up-selling (recomandare de produse mai scumpe din aceași categorie) sau cross-selling (recomandarea de produse adiționale)
- vânzarea la casă
- viteza de servire și timpul de așteptare până la interacțiunea cu angajatul
- dacă angajatul a invitat cumpărătorul să revină la magazin
- aspectul interior și exterior al magazinului

Clientul misterios lucrează pe baza unui scenariu stabilit în funcție de dificultatea proiectului. Pentru proiectele care necesită mai multă atenție din partea clientului misterios sunt utilizate teste de compență înainte de evaluarea propriu-zisă. În unele cazuri, clienților misterioși li se poate cere să facă fotografii sau să returneze produse, caz în care clientul misterios trebuie să realizeze două vizite. Însă nu toate proiectele de mystery shopping includ achiziția de produse.
După vizită, clienții misterioși predau datele colectate sub forma unui raport scris sau verbal urmând ca aceste date  să fie analizate și ulterior trimise sub forma unor rapoarte companiei client. Acest lucru permite o analiză comparativă între diferitele locații supuse evaluării de mystery shopping, în funcție de aspectele urmărite.

## Utilizarea instrumentului
Industria de mystery shopping a avut o valoare estimată de aproape 600 milioane dolari în Statele Unite în 2004, potrivit unui raport din 2005 comandat de Mystery Shopping Providers Association (MSPA). Companiile care au participat la studiu au avut  o creștere medie de 11,1%  în perioada 2003 – 2004.  Studiul reprezintă prima încercare de a cuantifica impactul industriei de mystery shopping și estimează faptul că mai mult de 8,1 milioane de “vizite misterioase” s-au desfășurat în 2004, din care 1,5 milioane de clienți misterioși au efectuat vizite de mystery shopping numai în Statele Unite. Anchete similare sunt disponibile pentru regiunile europene în care mystery shopping devine un instrument din ce în ce mai integrat în procedurile companiilor.
Un studiu din 2011 făcut de compania American Express a găsit o corelație clară între atenția unei companii pentru serviciul clienți și dorința clienților de a plăti mai mult pentru un serviciu bun. Televiziunea CBC a prezentat acest subiect în cadrul emisiunii televizate Marketplace, în luna ianuarie 2001.

## Etică
Organizațiile de mystery shopping recomandă ca în urma rezultatelor proiectelor de mystery shopping să fie utilizate modalități de motivare a angajaților. Concedierea sau mustrarea angajaților nu sunt recomandate, fiind considerate pe termen lung practici ineficiente. 
Organizația MSPA a definit un cod de standarde profesionale și Acordul de etică pentru furnizorii de Mystery Shopping și pentru clienți misterioși. Alte organizații care au definit standarde de Mystery Shopping sunt ESOMAR, MRS și MRA. Cel mai utilizat cod de orientări și de standarde etice profesionale pentru industria de cercetare de piață este ISO.
În statul Nevada, clienții misterioși trebuie să fie autorizați de către consiliul PILB și să iși desfășoare activitatea sub umbrela unei companii care are licență de investigație particulară. Clienții misterioși fără autorizare sunt amendați conform legii în vigoare.
În iunie 2008, Consiliul pentru Probleme Etice și Judiciale a Asociației Medicale Americane a lansat o recomandare privind utilizarea "pacienților misterioși". “Medicii au o responsabilitate etică de a se angaja în activități care contribuie la îmbunătățirea continuă în îngrijirea pacientului iar o astfel de metodă de promovare a îmbunătățirii calității prin utilizarea "pacienților misterioși" instruiți corespunzători aduce beneficii pe termen lung în sistemul medical”.